# Centro Chino de Control y Prevención de Enfermedades
El Centro Chino para el Control y la Prevención de Enfermedades (CCDC; en chino tradicional, 中國疾病預防控制中心; en chino simplificado, 中国疾病预防控制中心; pinyin, Zhōngguó Jíbìng Yùfáng Kòngzhì Zhōngxīn; en inglés, China CDC) es una agencia de la Comisión Nacional de Salud con sede en Pekín, China. Trabaja para proteger la salud y la seguridad públicas al proporcionar información para mejorar las decisiones de salud, y promueve la salud a través de asociaciones con departamentos de salud provinciales y otras organizaciones. El CCDC centra la atención nacional en el desarrollo y la aplicación de la prevención y el control de enfermedades (especialmente, las enfermedades infecciosas), salud ambiental, seguridad y salud ocupacional, promoción de la salud, prevención y actividades educativas diseñadas para mejorar la salud de las personas de la República Popular de China.